# Покрет за демократску Словачку
Покрет за демократску Словачку (слч. Hnutie za demokratické Slovensko, HZDS), касније позната и по имену Народна странка – Покрет за демократску Словачку (слч. Ľudová strana – Hnutie za demokratické Slovensko, ĽS–HZDS), била је популистичка политичка странка у Словачкој. Предводио ју је Владимир Мечјар, премијер Словачке од 1990. до 1991. и од 1992. до 1998. Владавина HZDS је често окарактерисана као ауторитарна.